# Gai Carrines
Gai Carrines o Gai Carrinas (en llatí Caius Carrinas) va ser un militar romà.
Va dirigir un destacament fidel al partit popular (popularis) de Mari amb el que va atacar Gneu Pompeu, que estava reclutant forces a la Pulla per enfortir Sul·la del partit dels optimats (any 83 aC).
L'any 82 aC Carrinas era legat de Gneu Papiri Carbó i va lluitar contra Quint Cecili Metel a la riba del riu Esis (Aesis) a l'Úmbria, i va ser derrotat. Una mica després, a la rodalia de Spoletum va ser atacat per Pompeu i Cras, generals de Sul·la i va perdre uns tres mil homes, quedant assetjat, però va aconseguir escapar-se de nit enmig d'una tempesta.
Quan Carbó va sortir d'Itàlia, va dirigir, junt amb Gai Marci i Brut Damasip, les forces populars a la península i amb els samnites, encara en armes, es va dirigir a Praeneste, on estava assetjat Gai Mari el jove, però no va aconseguir que el setge fos aixecat, i llavors es va dirigir a Roma que esperava conquerir amb facilitat. Sul·la va reunir les seves forces a la porta Col·lina, on es va lliurar una batalla que va durar tota la nit i en la que Carrines va ser derrotat. Tot i fugir, tant ell com Gai Marci van ser capturats i executats per ordre de Sul·la. Van enviar els seus caps a Praeneste i llençats per sobre les muralles perquè Gai Mari el Jove conegués la sort dels seus companys.